# Claudia Madero
Claudia Madero fue una actriz teatral y cinematográfica, así como también traductora, productora, adaptadora y directora teatral, argentina que hizo su carrera tanto en su país natal como en España.

## Carrera
Madero fue una actriz básicamente teatral, que también actuó en la pantalla grande durante la época dorada cinematográfica argentina, compartiendo escenas con destacados personajes de la escena nacional como Roberto Escalada, Zully Moreno, Esteban Serrador, Alberto Closas, Elisa Christian Galvé, María Santos, Ana Arneodo, entre otros.
En 1954 emigró a España para filmar La vida de Manolete, con Dominguín y Ava Gardner.
Ya en la década del '60 abandonó la carrera de actriz para abocarse exclusivamente al campo empresarial y a la traducción de diversas obras extranjeras.

## Filmografía
- 1944: 24 horas en la vida de una mujer
- 1946: Cristina
- 1948: La gran tentación.[2]
- 1954: La vida de Manolete

## Teatro
Madero fue una figura de valiosa trayectoria escénica. En 1946 integró la "Fundación Universitaria pro Estímulo del Teatro", junto con María Rosa Gallo, Enrique Fava y Leo Lanza, y la dirección de Esteban Serrador, y estrenando la obra Todos los hijos de Dios tienen alas. En 1954 organizó junto con el actor y director Pascual Naccarati el Teatro de Cámara donde montó obras breves de Chejov, Pirandello y O'neill.
Como actriz, adaptadora, traductora y directora participó en obras como:
- La tía de Carlos (1946), con Enrique Alippi, Homero Cárpena, Humberto de Rosa y Ana Beltrán y Haydeé Larroca.[4]
- José quiere a Marta (1950) de Norman Krasna, en el Teatro Astral, dirigida por Román Viñoly Barreto.[5]
- La mala semilla (1952), junto con Adrianita. Se trató de una versión teatral de la cinta de horror estadounidense The bad seed.
- Impetu de juventud (1953), junto con Silvia Nolasco, Amadeo Novoa y Eduardo Rudy.[6]
- La salvaje (1954), junto con Daniel de Alvarado y Duilio Marzio.
- El diario de Ana Frank (1957), por la compañía de Joseph Buloff.[7]
- Mi adorado embustero
- Ocho mujeres (1963), junto a Milagros de la Vega.[8]
- La llamada fatal
- Un hombre cabal
- Se ruega no enviar flores (1963)
- Un domingo en nueva York (1963)
- La picazón del séptimo año (1963)
- Irma la dulce (1963), encabezada por Xénia Monty, José María Vilches, Marcos Zucker, Osvaldo Terranova y Jorge Luz.
- Mi papá es psicoanalista (1967), dirigida por Juan Carlos Thorry en el Teatro Presidente Alvear.[9]
- Un sombrero lleno de lluvia (1967)